# 信号処理
信号処理（しんごうしょり、英: signal processing）とは、信号（光・音声・画像信号など）を数理手法で処理（分析・加工）する学問・技術の総称である。
アナログ信号処理とデジタル信号処理に分けられる。信号処理を支える基礎的な分野は信号理論とも呼ばれる。
基本的には、信号から信号に変換するものであり、信号とは別の形式の情報を得るもの（例えば、カテゴリ分けや関連づけ、推論的な情報を得る認識や理解など）は含まれない。圧縮も含まれないことが多い。但し、認識や理解、圧縮の前段階としての信号の変換は信号処理と呼ばれる。そのため、信号処理はそれらの技術に対して非常に重要であるとともに関連が強い。なお、また入力と出力が同じ種類(物理量)の信号である場合（例えば入力と出力ともに同じ音圧である場合）には、フィルタリングとも呼ばれる。
信号処理の例としては、ノイズの載った信号から元の信号を推定するノイズ除去や、時間的な先の値を推定する予測、時間周波数解析などを行う直交変換、信号の特徴を得る特徴抽出、特定の周波数成分のみを得るフィルタなどがある。
高速フーリエ変換、ウェーブレット変換、畳み込み等のアルゴリズムがあり、以前はそれぞれ専用のハードウェアで処理していたが、近年ではDSPや汎用のハードウェアでソフトウェアで処理したり、FPGAによる再構成可能コンピューティングによって処理する方法が開発されつつある。

## 応用
- 音響技術：デジタル録音・編集、音楽CD作成、MP3など音声ファイルの圧縮、スマホ向け音声認識など （音響信号処理、音声処理、音声認識）
- 画像処理：デジタルカメラ、デジタルビデオ、画像編集、画像認識、JPEGなどの画像ファイル圧縮 (デジタル画像処理)
- 音声処理：音声合成、音声認識、音声符号化など
- 動画処理：MPEG-1、MPEG-2、MPEG-4などで用いられる動画ファイルの圧縮、CGアニメーション
- 医療技術：X線CTやMRIなどの断層撮影、超音波検査、脳波、脳磁図の解析など (医療画像処理、コンピュータグラフィックス)
- 通信：移動体通信、レーダー技術、アンテナ技術、暗号化など
- 天文学：各種望遠鏡の信号解析、天気予報など
- 海洋: ソナー
- 地学: 地震データ処理
- 経済学: 経済予測

## 手法
- 周波数解析（スペクトル分析）: ある信号を、周波数成分の線形結合へと変換し解析する手法
  - フーリエ解析
    - フーリエ変換: ある信号を、異なる周波数の正弦波による線形結合へと変換する処理・関数
    - 周波数スペクトル
    - ケプストラム

- 時間周波数解析: 時間とともに変化する信号 (非定常信号) を、その周波数成分がどう遷移するか短時間ごとに区切って変換し、解析する手法
  - 手法
    - フーリエ解析
      - 短時間フーリエ変換/ガボール変換: 信号を一定区間に区切り、区間ごとにフーリエ変換をおこなうことで周波数成分の時間遷移を解析する手法

    - ウェーブレット解析
      - ウェーブレット変換

    - Constant-Q変換 (定Q変換): 周波数成分の間隔がConstant-Q (~対数) となる時間周波数解析
    - 離散コサイン変換
    - 非定常ガボール変換
    - スパースモデリング

  - 表現
    - スペクトログラム: 横軸を時間、縦軸を周波数として、成分の強度 (magnitude) を輝度で表したグラフ
    - Rainbowgram: スペクトログラムに位相情報を追加したグラフ
- 要素技術・基礎理論
  - 窓関数: 信号から特定の時間・周波数成分のみを抽出するために用いられる関数
  - フレーム (線形代数学)（英語版）: 基底の一般化概念を扱う線型代数学の基礎理論
- フィルタ (信号処理)

## 領域
信号は、以下のような領域のどれかでよく扱われる。時間領域（一次元の信号）、空間領域（多次元の信号）、周波数領域、自己相関領域、ウェーブレット領域である。ある信号の基本的特性を最もよく表す領域の処理手法を取捨選択して処理が行われる。測定機器から得られたサンプルデータ列は時間領域か空間領域の表現となっている。これに離散フーリエ変換を施すと周波数領域の情報が得られる。これを周波数スペクトルと呼ぶ。自己相関はある信号自身の時間的・空間的に異なる部分との相互相関として定義される。

### 時間領域と空間領域
時間領域と空間領域で共通する処理手法はフィルタリングによる入力信号の強化である。フィルタリングは一般に、ある（入力または出力）サンプルについて、その周囲のサンプルを変換することで構成される。フィルタは様々な性質で分類されるが、以下にその例を挙げる。
- 「線形」フィルタは入力サンプル列に線形変換を施す。それ以外のフィルタは「非線形」である。線形フィルタは重ね合わせの条件を満足する。つまり、入力に複数の信号の要素が含まれているとき、線形フィルタを通した出力も同じ複数の信号を同じ線形比率で含んでいる。
- 「因果性」フィルタは時系列上過去のサンプルだけを使って処理を行う。「非因果性」フィルタは時系列上未来のサンプルも使った処理をする。非因果性フィルタは遅延を追加することで因果性フィルタに変換できる。
- 「時不変」フィルタは時間で変化しない一定の性質を持つ。その他の適応フィルタなどは時間で変化する。
- 「安定」フィルタと「不安定」フィルタがある。安定フィルタは時間と共にある値に収斂する出力を生成するか、ある範囲の値を生成する。不安定フィルタは発散する出力を生成する。
- 「有限インパルス応答」（FIR）フィルタは入力信号のみを使うのに対して、「無限インパルス応答」（IIR）フィルタは入力信号と共に、それ以前の出力信号も使う。FIRフィルタは常に安定であるが、IIRフィルタは不安定な場合がある。

多くのフィルタはZ領域（周波数領域の上位概念）の伝達関数で記述できる。フィルタは漸化式でも記述できる場合がある。 FIRフィルタの出力は、入力信号とインパルス反応の畳み込みで計算できる場合がある。フィルタをブロック図で表現すれば、ハードウェアを使ってそのアルゴリズムを実装するのに使用できる。

### 周波数領域
信号にフーリエ変換を施すことによって、時間領域や空間領域から周波数領域に変換することができる。フーリエ変換は信号情報を周波数毎の大きさと位相に変換する。フーリエ変換の結果に対して、各周波数の大きさ成分を二乗してパワースペクトルに変換することが多い。
信号を周波数領域で分析する目的は、信号の特性の分析にある。技術者はスペクトルを分析して信号に存在している周波数成分と欠けている周波数成分を知ることが出来る。
いくつかの共通して使われる周波数領域への変換手法がある。例えばケプストラム（cepstrum）は入力信号をフーリエ変換で周波数領域に変換し、それの対数をとって、再度逆フーリエ変換を施す。これにより、非常に弱い周波数成分を強調することができる。また、自己相関からフーリエ変換によってパワースペクトル密度、またはその逆が成り立つ（Wiener-Khintchineの定理）。

## 学習用図書
- B.ゴールド、C.M.レイダー、石田晴久(訳)：「電子計算機による信号処理」、共立出版 (1972年12月15日). ※ 内容はデジタルフィルタ。
- Y.W.リー(著)、宮川洋、今井秀樹(共訳)：「不規則信号論 上]、東京大学出版会、ISBN 978-4-13-062038-3 (1973年2月28日).
- Y.W.リー(著)、宮川洋、今井秀樹(共訳)：「不規則信号論 下]、東京大学出版会、ISBN 978-4-13-062039-0 (1974年4月15日).
- 有本卓：「信号処理とシステム制御」、岩波書店（岩波講座 情報科学 20）、ISBN 978-4-00-010170-7 (1982年7月9日).
- 谷荻隆嗣：「デジタル信号処理の理論：2　フィルタ・通信・画像」、コロナ社、ISBN 4-339-00474-X (1985年11月15日).
- 三谷政昭：「信号解析のための数学：ラプラス変換，z変換，DFT，フーリエ級数，フーリエ変換」、ISBN 978-4-627-78521-2 (1998年11月).
- 飯島泰蔵：「自然観測法の理論：瞬時性に着目した新しい波形解析法」、森北出版、ISBN 978-4-627-78531-1 (2000年3月15日).
- 城戸健一：「デジタルフーリエ解析(I)」、コロナ社、ISBN 978-4-339-01305-4 (2007年4月6日).
- 城戸健一：「デジタルフーリエ解析(II)」、コロナ社、ISBN 978-4-339-01306-1 (2007年4月6日).
- 高橋宣明、武部幹：「マルチレート信号処理：レート変換とマルチレートフィルタ」、東海大学出版会、ISBN 978-4-486-01909-1 (2011年7月20日).
- 関原謙介：「統計的信号処理：信号・ノイズ・推定を理解する」、共立出版、ISBN 978-4-320-08567-1 (2011年10月30日).
- 三谷政昭：「[改訂新版]やり直しのための工業数学：信号処理＆解析編」、CQ出版、ISBN 978-4-7898-3146-8 (2012年5月15日).
- 馬杉正男：「信号解析：信号処理とデータ分析の基礎」、森北出版、ISBN 978-4-627-78631-8 (2013年4月).
- 大川善邦：「波形解析のための数値計算ソフトScilab入門：信号のスペクトラム,ノイズ分析から特徴抽出まで」、CQ出版、ISBN 978-4-78984950-0 (2013年4月).
- 横田康成：「信号処理の基礎」、森北出版、ISBN 978-4-627-81051-8 (2013年4月24日).
- 関原謙介：「ベイズ信号処理：信号・ノイズ・推定をベイズ的に考える」、ISBN 978-4-320-08574-9 (2015年4月10日).
- 和田成夫：「不規則信号処理」、森北出版、ISBN 978-4-627-73651-1 (2015年5月).
- 原島博：「信号解析教科書：信号とシステム」、コロナ社、ISBN 978-4-339-00907-1 (2018年3月23日).
- 原島博：「信号処理教科書：不規則信号とフィルタ」、コロナ社、ISBN 978-4-339-00917-0 (2018年11月30日).
- 長谷山美紀：「原理がわかる信号処理」、共立出版、ISBN 978-4-320-08651-7 (2021年8月15日).
- 馬場口登、中村和晃：「新しい信号処理の教科書：信号処理の基本から深層学習・グラフ信号処理まで」、オーム社、ISBN 978-4-274-22780-6 (2021年11月20日).
- 和田成夫：「MATLABによる信号処理実習」、森北出版、ISBN 978-4-627-73691-7（2022年4月5日).
- 田中雄一：「グラフ信号処理の基礎と応用：ネットワーク上データのフーリエ変換、フィルタリング、学習」、コロナ社、ISBN 978-4-339-01405-1 (2023年1月23日).
- 林和則：「通信の信号処理：線形逆問題、圧縮センシング、確率推論、ウィルティンガー微分」、コロナ社、ISBN 978-4-339-01406-8 (2023年11月2日).

洋書
- N. Ahmed and K. R. Rao: Orthogonal Transforms for Digital Signal Processing, Springer, ISBN 978-3-642-45452-3 (1975).